# Club Atlético Municipal Paceño
El Club Atlético Municipal Paceño es una club deportivo de la ciudad de La Paz, Honduras. Juega en la Liga Mayor de Fútbol de Honduras.